# Johann Freitag

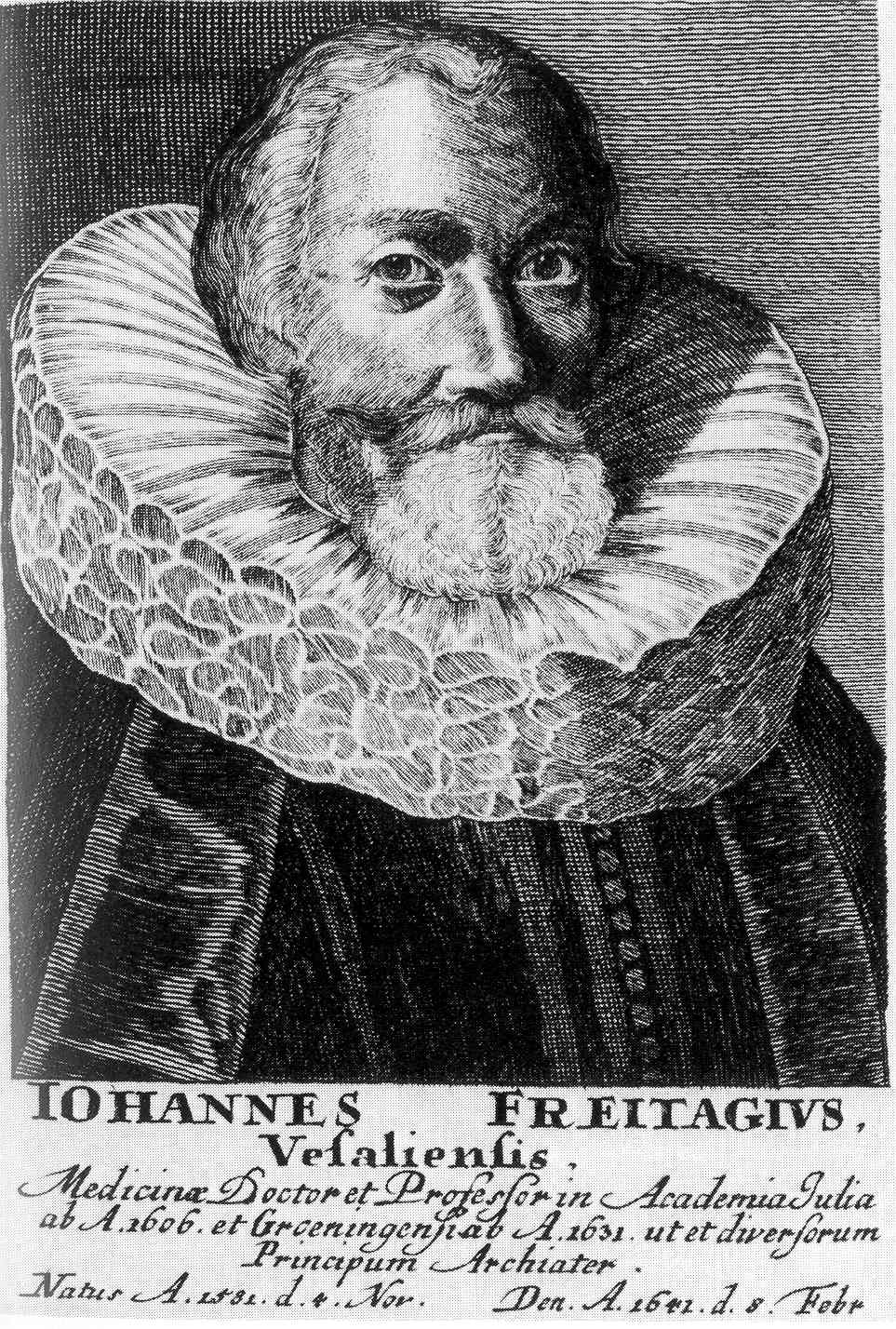

Johann Freitag, auch: Johannes Freytag oder Johannes Freitagius, (* 31. Oktober 1581 in Niederwesel bei Cleve; † 8. Februar 1641 in Groningen) war ein deutscher Arzt.

## Leben
Freitag studierte Philosophie an der Alma Mater Rostochiensis in Rostock und anschließend Medizin an der Academia Julia in Helmstedt. Mit 23 Jahren wurde er außerordentlicher Professor. Später machte ihn Fürstbischof Philipp Sigismund von Braunschweig-Wolfenbüttel (1591–1623) zu seinem Leibarzt. 1631 übersiedelte Freitag aus religiösen Gründen nach Groningen, wo er als Nachfolger von Nicolaus Mulerius bis zu seinem Tod Professor an der Rijksuniversiteit Groningen war.

## Werke
- Noctes Medicae Sive De Abusu Medicinae Tractatus, Quo Universum Medicastrorum examen Empiricorum modernorum perstringuntur. Bringer, Frankfurt am Main 1616. (Digitalisat)
- Aurora medicorum Galeno-chymicorum, seu De recta purgandi methodo è priscæ sapientiæ decretis postliminiò in lucem reducta, & medicamentis purgantibus simplicibus, compositisque tam veterum, quam neotericorum & chymiatrorum libri 4. Schönwetter, Frankfurt am Main 1630. (Digitalisat)
- Disputatio medica de morbis substantiae & cognatis quaestionibus contra hujus tempestatis novatores & paradoxologos quam inter caeteras pathologicas veritatis indagandae & propugnandae gratiâ. (Groningen 1632)
- Disputatio medica de calidi innati Sass, Groningen 1632. (Digitalisat)
- De opii natura et medicamentis opiatis ad omnes totius corporis affectus probatissimis & recta, rationali, hactenusq[ue] inexplicata iís utendi methodo. Liber singularis cui de nova phthisin curandi raratione consilium & diversae consultationes … Sass, Groningen 1632. (Digitalisat)
- Disputatio medico philosophica de origine : quam adversus venerandae antiquitati repugnantem neotericorum doctrinam auditoribus suis exhibet. Sass,  Groningen 1633. (Digitalisat)
- Disputatio medico-philosophica prior de principiis rerum naturalium materialibus in genere, opposita neotericorum quorundam et pseudochymicorum novatorumque paradoxis, Sass, Groningen 1633.
- Disputatio Medico-Philosophica posterior De Principiis rerum naturalium materialibus in specie, opposita Neotericorum quorundam & Pseudo-chymicorum novatorumque paradoxis. Sass, Groningen 1633.
- Detectio et solida refutatio novae sectae Sennerto-Paracelsicae.  Bläu, Amsterdam 1636. (Digitalisat)